# Cornelia Linse

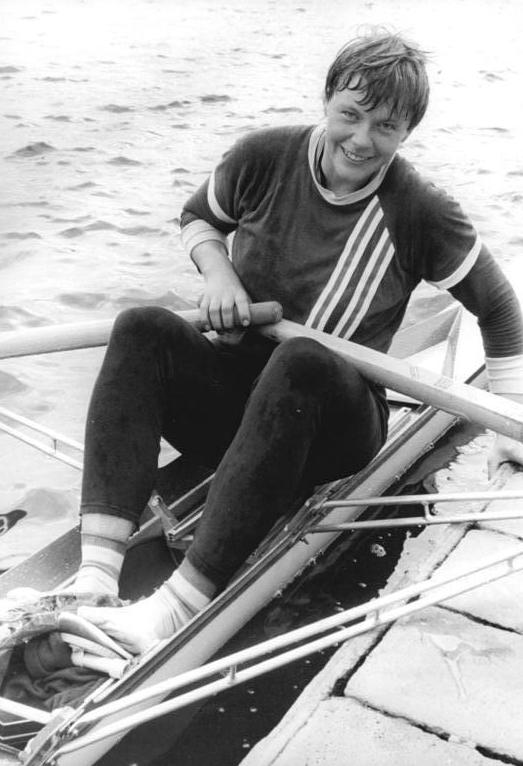
Cornelia Linse wird 1984 DDR-Meisterin im Einer

Cornelia Linse (* 3. Oktober 1959 in Greifswald) ist eine ehemalige Ruderin aus der Deutschen Demokratischen Republik. 1985 wurde sie Weltmeisterin Einer.

## Leben
Cornelia Linse begann bei der BSG Greifswald und belegte 1977 bei der Kinder- und Jugendspartakiade den dritten Platz im Doppelvierer. Nach ihrem Wechsel zum SC DHfK Leipzig belegte sie 1978 zusammen mit der nahezu gleich alten Heidi Westphal den fünften Platz bei der DDR-Meisterschaft im Doppelzweier. Im Jahr darauf gewannen die beiden die DDR-Meisterschaft und anschließend auch die Weltmeisterschaft in Bled. Bei den Olympischen Spielen 1980 in Moskau siegten die beiden Ruderinnen aus der UdSSR Jelena Chlopzewa und Larissa Popowa, etwas über eine Sekunde dahinter ruderten Westphal und Linse zur Silbermedaille.
1981 wechselten Linse und Westphal in den Doppelvierer. Linse wurde von 1981 bis 1983 jeweils Vizeweltmeisterin hinter dem sowjetischen Doppelvierer mit Chlopzewa und Popowa. 1984 trat Cornelia Linse im Einer an und besiegte bei der Regatta am Rotsee zweimal die Rumänin Valeria Răcilă. An den Olympischen Spielen 1984 konnte Cornelia Linse wegen des Olympiaboykotts nicht teilnehmen, Valeria Răcilă wurde Olympiasiegerin. 1985 gewann Cornelia Linse in Hazewinkel ihren einzigen Weltmeistertitel im Einer. Sie wurde mehrmals mit dem Vaterländischen Verdienstorden ausgezeichnet. 1984 und 1986 erhielt sie diesen Orden in Gold.
Nach ihrer Karriere war die Diplomsportlehrerin bei Radio DDR I/Radio DDR II in Leipzig tätig, nach der Wende wechselte sie zum MDR nach Magdeburg.